# Philodendron leal-costae
Philodendron leal-costae là một loài thực vật có hoa trong họ Ráy (Araceae). Loài này được Mayo & G.M.Barroso miêu tả khoa học đầu tiên năm 1979.